# حسين الكردي
الأمير حسين الكردي (توفي 922هـ/1517م)، الذي سماه البرتغاليون Mirocem أو Mir-Hocem كان قائداً عسكرياً أيام السلطان قانصوه الغوري المملوكي. وكان حاكما لمدينة جدة بالبحر الأحمر، ثم جزاء من السلطنة المملوكية (القاهرة) في مصر، في أوائل القرن 16. برز كأميرال بالأسطول المملوكي خلال المعركة التي خاضتها قوات الامبراطورية البرتغالية في المحيط الهندي، بعد وقت قصير من وصول البرتغاليين إلى البحر الهندي، وأرسل حسين الكردي من قبل السلطان المملوكي الماضي، الأشرف قانصوه الغوري، للدفاع عن مصالحه في البحر، بما في ذلك الدفاع عن أساطيل من الحجاج المسلمين إلى مكة، ثم جزءا من السلطنة.
في عام 1508 انضم إلى مالك عياذ، قائد أسطول سلطنة گجرات، بصفته قائدا للأسطول المملوكي في معركة شاول، حيث واجها وهزما أسطول لورنسو ده ألميدا نجل نائب ملك البرتغال على الهند فرانسيسكو دي ألميدا. بعد هذه المعركة، قاد فرانسيسكو دي ألميدا بنفسه معركة ديو في العام التالي، 1509، وفاز في المعركة وكان يسعى فيها لقتل حسين الكردي انتقاماً لمقتل ابنه لورنزو ولإطلاق سراح الأسرى البرتغاليين المأخوذين في معركة چاول في العام السابق، 1508.
في آخر أيام السلطان قانصوه الغوري المملوكي، ظهر الفرنجة البرتغاليون وعاثوا في أرض الهند، ووصل أذاهم إلى جزيرة العرب وبنادر اليمن وجدة، فلما بلغ السلطان قانصوه الغوري ذلك جهز إليهم جيشا عظيماً بقيادة الأمير حسين الكردي، وجعل له مدينة جدة إقطاعا، وأمره بتحصينها، وعندما وصلها شرع في بناء سورها، وأحكم أبراجها في أقل من عام. ثم توجه بعساكره إلى الهند في حدود سنة 921هـ فاجتمع بسلطان گجرات خليل شاه فأكرمه وعظمه.

## وفاتة
عاد حسين الكردي إلى مدينة جده، وقدم مكة قبيل زوال الدولة المملوكية. وورد أمر السلطان العثماني سليم الأول بقتله، فأخذ ومات بإغراقه في البحر الأحمر أمام جدة سنة 922هـ/ 1517م